# Sedalia (Kolorado)
Sedalia – jednostka osadnicza w Stanach Zjednoczonych, w stanie Kolorado, w hrabstwie Douglas.